# Harold Rosen
Pour les articles homonymes, voir Rosen.
Harold A. Rosen (20 mars 1926 - 30 janvier 2017) est un ingénieur électricien américain qui a conçu les premiers satellites de télécommunication opérationnels. Alors qu'il est ingénieur chez Hughes Aircraft, il conçoit en 1959 puis développe le premier satellite de télécommunications circulant en orbite géosynchrone dont le premier exemplaire opérationnel, Syncom 2, placé en orbite en 1963.

## Formation et début de carrière
Harold A. Rosen, qui est né dans une famille juive de la La Nouvelle-Orléans, occupe un premier poste durant la Seconde Guerre mondiale dans la marine américaine en tant que technicien en communications radio et radar. Il décroche une licence en génie en génie électrique à l'Université Tulane (Californie) en 1947. Il effectue ses études tout en travaillant pour Raytheon sur le guidage des premiers missiles anti-aériens à Point Mugu. Lorsque Raytheon décide de désengager ses activités dans cet établissement au profit de la côte est, il décide de rester en Californie et rejoint Hughes Aircraft en 1956 pour travailler sur les radars aéroportés.

## Mise au point des premiers satellites de télécommunications opérationnels
Inspiré par le premier satellite artificiel Spoutnik 1, Rosen a pour objectif d'utiliser un satellite circulant en orbite géostationnaire pour permettre une couverture globale des communications. Les systèmes de télécommunications de l'époque, qui reposaient sur la radio à haute fréquence et les câbles sous-marins ne permettaient que 136 communications simultanées entre l'Europe et les États-Unis.
À l'époque, c'est-à-dire au début de l'ère spatiale, on considérait que les fusées disponibles n'avaient pas la puissance requise pour placer un satellite sur une orbite géostationnaire et que de toute façon la durée de vie de ce dernier, du fait de sa complexité, était trop courte pour justifier les dépenses engagées. Aussi les recherches dans le domaine des communications spatiales portaient à l'époque sur le développement de constellations de satellites en orbite basse ou moyenne. Le premier de ces projets fut la série des ballons réflecteur Echo en 1960, suivis par le satellite Telstar 1 en 1962. Malgré les limites de ces projets (faiblesse du signal renvoyé et difficulté à maintenir une liaison continue) qui auraient pu être résolues en utilisant un satellite géostationnaire, le management de Hughes, qui considérait que le concept était irréalisable, refusait d'y consacrer les fonds nécessaires. Rosen dut les menacer de passer chez le concurrent Raytheon pour que Hughes change d'avis,.
En 1961, Rosen et son équipe étaient parvenus à réaliser un prototype de satellite : de forme cylindrique, celui-ci avait un diamètre de 76 centimètres pour une hauteur de 38 centimètres et une masse de 11,3 kilogrammes. Il était suffisamment léger et petit pour pouvoir être placé sur une orbite géostationnaire par les lanceurs existants. Il était stabilisé par rotation (spinné) et disposait d'une antenne dipolaire produisant une onde en forme de galette. En aout 1961, la construction d'une premier satellite opérationnel put être lancée. Le premier exemplaire, Syncom 1, fut perdu à la suite d'une défaillance de l'électronique, mais Syncom 2 réussit à atteindre l'orbite géosynchrone en 1963. Malgré l'inclinaison orbitale de son orbite (son inclinaison n'était pas nulle, il oscillait en latitude) qui nécessitait de modifier de manière continue le pointage des antennes terrestres, il fut capable de retransmettre les émissions de télévisions et permit au président américain John F. Kennedy d'appeler le premier ministre du Nigeria Abubakar Tafawa Balewa depuis un navire le 23 août 1963,.
Le premier satellite placé en orbite géostationnaire fut Syncom 3, lancé par une fusée Delta D en 1964. Grâce à une bande passante élargie, ce satellite fut à même de retransmettre en Amérique les Jeux olympiques d'été de Tokyo (Japon).

## Carrière à Hughes
Le projet dirigé par Rosen a tout de suite des débouchés commerciaux. Hughes Aircraft crée une division entièrement consacrée à la conception et au développement des satellites de télécommunications qui devient le leader mondial dans le domaine. Rosen en devient le directeur technique. Il est nommé par la suite vice-président de Hughes et occupe un siège à son conseil d'administration en 1975. Il prend sa retraite en 1993 et crée avec son frère Benjamin M. Rosen (en) une société qui met au point et tente de promouvoir l'utilisation du volant d'inertie pour des engins motorisés terrestres.

## Honneurs
Rosen a déposé plus de 80 brevets. Il était membre de l'Académie nationale d'ingénierie des États-Unis et de nombreux titres lui ont été décerné dont la Médaille Alexander Graham Bell de l'IEEE, le National Medal of Technology and Innovation et le Prix Charles-Stark-Draper. 